# Nina Hamnett
Nina Hamnett (Tenby, 14 febbraio 1890 – Londra, 16 dicembre 1956) è stata una pittrice britannica.
Di origini gallesi, era nota con il nome di Reine des Bohémiennes.

## Biografia
Di natura ribelle, abbigliata in modo non convenzionale, con un taglio di capelli moderno, Nina Hamnett era una ben nota personalità bohèmienne. Costituì un legame importante tra le comunità artistiche di Parigi e di Londra e frequentava artisti d'avanguardia come il pittore Amedeo Modigliani o lo scultore Brancusi.
Divenuta ella stessa pittrice, Nina Hamnett contribuì agli atelier Omega Workshops creati da Roger Fry con il quale ebbe una breve relazione.
Nina Hamnett morì nel 1956  dopo essere caduta dalla finestra del suo appartamento ed essere finita sulla recinzione quaranta metri più in basso. Il grande dibattito è sempre stato se si sia trattato o meno di un tentativo di suicidio o semplicemente di un incidente dovuto alla sua ubriachezza. Le sue ultime parole sono state: "Perché non mi hanno lasciato morire?"

## Nella cultura di massa
- Una biografia, Nina Hamnett: Queen of Bohemia, di Denise Hooker, fu pubblicata nel 1986.

- Nel 2011, la Hamnett è stata il soggetto di un cortometraggio dello scrittore/regista Chris Ward , What Shall We Do with the Drunken Sailor con Siobhan Fahey.

- Nel novembre 2019, la Cappella Fitzrovia ha ospitato una mostra chiamata "Nina Hamnett - Everybody was Furious".

## Galleria d'immagini

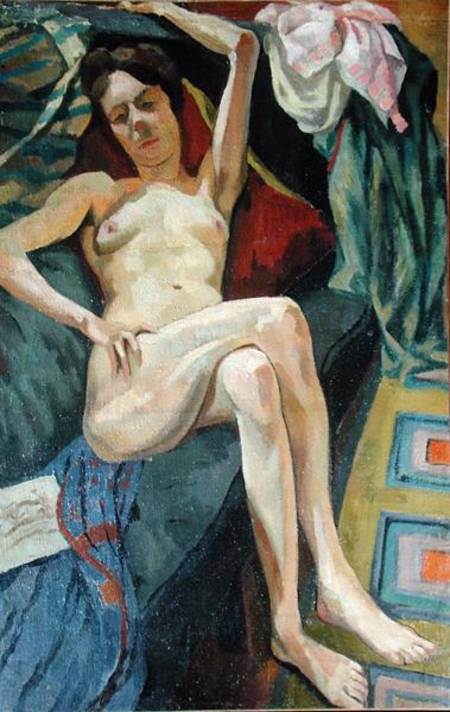
Femme sur un sofa, Roger Fry (c 1915)
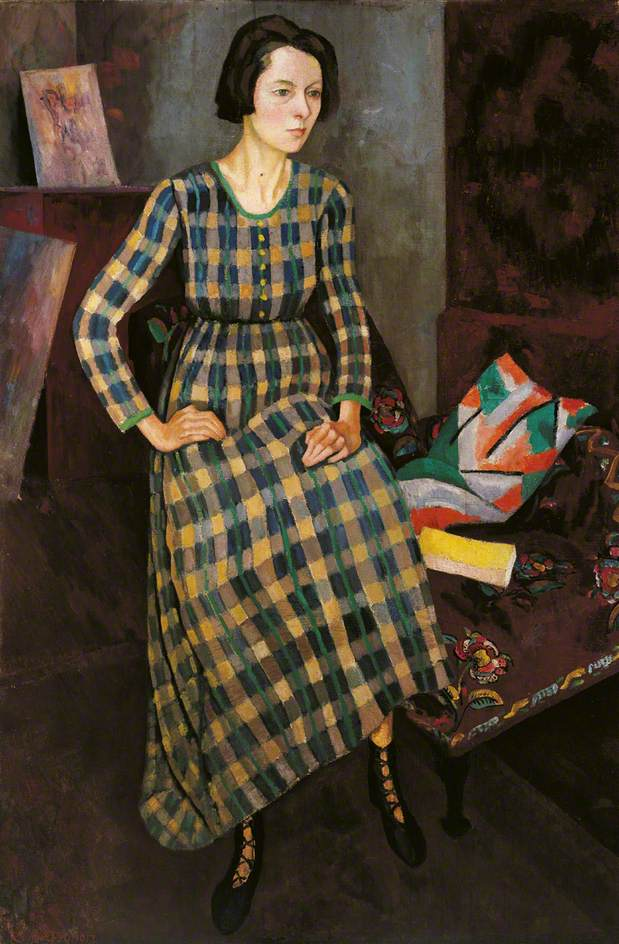
Nina Hamnett, Roger Fry (1917). Vesti disegnate da Vanessa Bell e confezionate negli atelier Omega Workshops
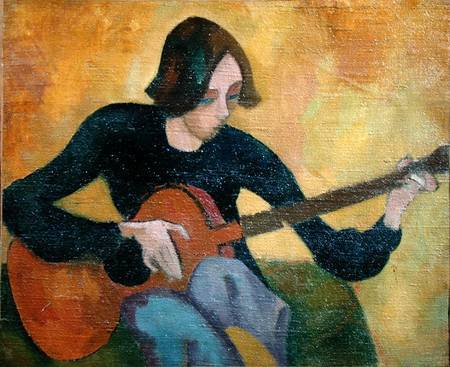
Nina Hamnett avec une guitare, di Roger Fry (1917/18)
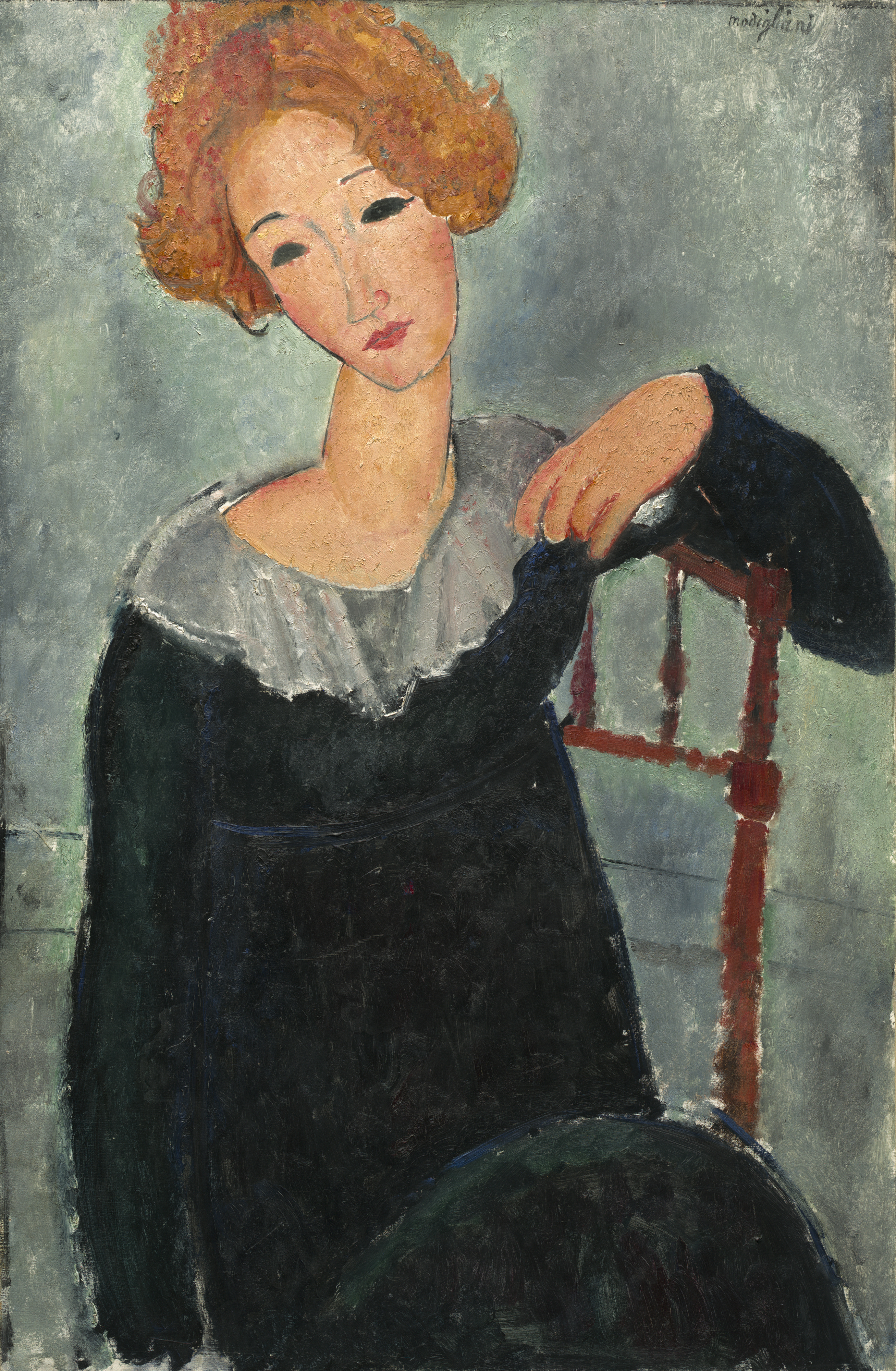
Nina Hamnett, ritratto, olio su tela di Amedeo Modigliani